# Ермаково (Тюменская область)
Ермако́во — село в Тобольском районе Тюменской области России. Административный центр Ермаковского сельского поселения.

## География
Село находится в северной части Тюменской области, в пределах Западно-Сибирской равнины, на левом берегу реки Суклёмка, на расстоянии примерно 11 км (по прямой) к юго-западу от Тобольска, административного центра района.
Климат
Климат характеризуется как резко континентальный, с длительной морозной зимой и коротким тёплым летом. Средняя многолетняя температура самого холодного месяца (января) составляет −18,6 °С (абсолютный минимум — −49 °С), температура самого тёплого (июля) — 17,6 °С (абсолютный максимум — 38 °С). Безморозный период длится в течение 111 дней. Среднегодовое количество осадков — 200—427 мм, из которых около 70 % приходится на период с мая по сентябрь. Снежный покров держится в среднем 156 дней.
Часовой пояс
Село Ермаково, как и вся Тюменская область, находится в часовой зоне МСК+2. Смещение применяемого времени относительно UTC составляет +5:00.

## Население
| 2010 |
| ---- |
| 231  |

Половой состав
По данным Всероссийской переписи населения 2010 года в гендерной структуре населения мужчины составляли 46,3 %, женщины — соответственно 53,7 %.
Национальный состав
Согласно результатам переписи 2002 года, в национальной структуре населения русские составляли 63 % из 266 чел.